# Urdowisa-Gletscher
Der Urdowisa-Gletscher (bulgarisch ледник Урдовиза lednik Urdowisa) ist ein 2,8 km langer und 3 km breiter Gletscher auf der Ostseite der Johannes-Paul-II.-Halbinsel der Livingston-Insel im Archipel der Südlichen Shetlandinseln. Er fließt von den östlichen Hängen der Oryahovo Heights in östlicher Richtung zur Stoyanov Cove, in die er zwischen dem Sandanski Point und dem Agüero Point einmündet.
Die bulgarische Kommission für Antarktische Geographische Namen benannte ihn 2005 nach einem Kap an der bulgarischen Schwarzmeerküste.